# Csiba Lajos (ornitológus)
Csiba Lajos (Tejfalu, 1901. július 27. – Tejfalusziget, 1966. augusztus 2.) ornitológus, néprajzkutató.

## Élete
Előbb Somorján, majd Magyaróvárott tanult. Pozsonyban érettségizett. Kunszt Károly irányításával a Csallóközben folytatott madártani kutatásokat, amelyre felfigyeltek a Magyar Madártani Intézetben és a Magyar Nemzeti Múzeumban is. A kutatásaival gazdagította Kleiner Endre kutatásait a Duna középső szakaszának madárfaunájáról. Nagyban hozzájárult a somorjai Csallóközi Múzeum természetrajzi gyűjteményének gyarapításához. Vadásznaplóit 1916 és 1944 között vezette. Feljegyzései szerint összesen 7821 vadat ejtett el, amelyek közt 12 emlős és 54 madárfajta volt. Trófea- és madártojás-gyűjteménye a második világháborúban elpusztult.
1947-ben áttelepült a Szigetközbe, Tejfaluszigetre, és gyűjtőmunkáját újra kezdte. Nemcsak ornitológus volt, hanem lelkes természetkedvelő és vadász. Ornitológiai gyűjteményét a budapesti Madártani Intézetnek ajándékozta. Jelentős helytörténeti és néprajzi kutatómunkát is végzett. Az 1930–40-es években feldolgozta szülőfaluja közbirtokosságának történetét.
Sírja a Dunakiliti temetőben található.

## Művei
- Népnyelvi gyűjtés. Magyar Nyelvőr, 1947
- A tejfalusi közbirtokosság történetéből. Néprajzi Közlemények, 1958/III/4, 311-337.
- Csiba Lajos diáriuma. Felső-csallóközi gazdaregulák, babonák, mesék és népszokások; sajtó alá rend., szerk. Presinszky Lajos; Integrita, Somorja, 1996
- Őszi szarvasbőgések, tavaszi szalonkázások. Csallóközi vadásznapló; szerk. Pomichal Richárd; Csemadok Testületi Választmánya, Dunaszerdahely, 2002 (Gyurcsó István Alapítvány könyvek)

Rövid közleményei jelentek meg az Aquilában.